# Borís Grixin
Borís Grixin   (Moscou, 4 de gener de 1938) és un waterpolista rus, ja retirat, que va competir sota bandera soviètica durant la Dècada de 1960. Es casà amb la tiradora d'esgrima Valentina Rastvorova. Els seus fills, Ievgueni Grixin i Ielena Grixina, també han estat esportistes olímpics.
El 1964 va prendre part en els Jocs Olímpics d'Estiu de Tòquio, on guanyà la medalla de bronze en la competició del waterpolo. Quatre anys més tard, a Ciutat de Mèxic, va guanyar la medalla de plata en la mateixa competició.
En el seu palmarès també destaquen dues medalles al Campionat d'Europa de waterpolo, de plata el 1962 i d'or el 1966. A nivell de clubs jugà al Dinamo de Moscou entre 1957 i 1971, amb qui guanyà les lligues soviètiques de 1957 a 1963 i de 1967 a 1969.
Una vegada retirat va exercir d'entrenador de waterpolo.